# Monte Argentario
Monte Argentario je italská obec a poloostrov v Toskánsku. Nachází se asi 150 km jižně od Florencie a asi 35 km jižně od Grosseta. S pevninou je poloostrov spojen dvěma, resp. třemi hrázemi přírodního původu, které vytváří dvě laguny: západní Laguna di Ponente a východní Laguna di Levante. Dvěma nejvýznamnějšími středisky poloostrova jsou přístavy Porto Ercole ležící na jihu a Porto Santo Stefano na severu. Tato luxusní letoviska jsou v létě vyhledávaná turisty. Dalším turistickým lákadlem je silnice Strada Panoramica nabízející krásné výhledy na skalní zátoky, útesy a zálivy.

## Dějiny

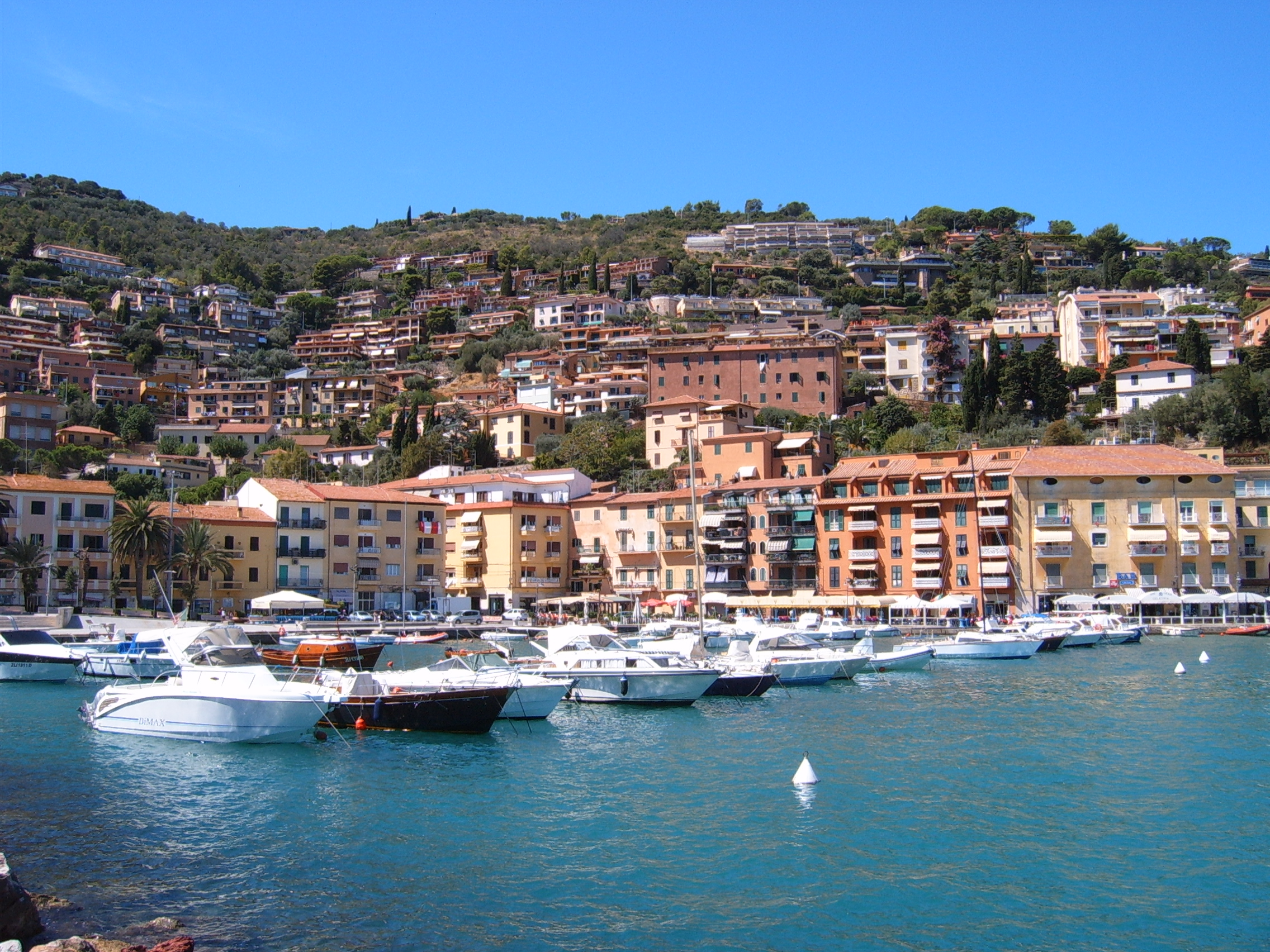
Severní přístav Porto Santo Stefano

Až do začátku 18. století bylo Monte Argentario ostrovem. Mělké moře oddělující ostrov od pevniny bylo postupně zanášeno a vytvořily se tak písečné kosy, místně nazývané tomboli („podušky“).